# Kwesi Appiah
Kwesi Appiah (ur. 12 kwietnia 1990 w Londynie) – ghański piłkarz pochodzenia brytyjskiego, występujący na pozycji napastnika. W latach 2015–2019 reprezentant Ghany. Srebrny medalista Pucharu Narodów Afryki 2015.